# 林應驄
林應驄（1488年—1540年），字汝桓，號次峰，福建興化府莆田縣人，軍籍，明朝政治人物、進士出身。

## 生平
正德十一年（1516年）丙子科福建鄉試第三名舉人，正德十二年，聯捷進士第二甲第六十名。工部观政，授戶部主事，嘉靖初年（1522年）升任戶部員外郎，因論救朱淛等人，被貶為徐聞縣丞。升顺德知县。著有《梦槎奇游集》。

## 家族
曾祖父林潛夫；祖父林彌實，曾任封太僕寺寺丞；父親林堪，曾任知府。母朱氏（贈安人）。重庆下。兄林富（知府）、林貴、林寅。弟林虞、林應濟、林宓、林應武（義官）、林騰、林玉、林球。